# Colmenar
Colmenar és un municipi d'Andalusia, a la província de Màlaga. El seu terme municipal comprèn part de la serralada de los Camorolos i de la del Jobo, on es troben els pics de Chamizo (1.641 msnm), Pelado (1.387 msnm) o Sierra Prieta (1.267 msnm).

## Història
De l'època romana no existeixen testimoniatges, però donada la importància de les troballes realitzades del proper cortijo d'Auta (Riogordo), no és d'estranyar que hi existís alguna vila o assentament. Almenys així semblen demostrar-lo les monedes i ceràmiques romanes oposades en el Cortijo de los Moriscos i en el turó de la casa de peons caminers que hi ha en la carretera comarcal 345, a un quilòmetre de la població. També han aparegut alguns testimoniatges de l'època àrab, com el motlle de pissarra per a fosa de medalles musulmanes, trobat en el mas de Las Guájaras. També aquí han aparegut ceràmiques espargides i restes trobades en la Cova de las Pulseras prop del rierol de las Zorreras i, més concretament en el Cortijo de Gonzalo.
Colmenar passa a mans cristianes en el segle xv. Va ser fundat en 1487. El seu origen va estar format pels cortijos de Barrancos, Peñones, Jaral, Ramos i Colmenar), el seu nom el prendrà d'aquest últim cortijo i al·ludeix a la seva abundància en ruscs), tot això pertanyent a Hamet El Suque, moro veí de la vila de Comares i al alcaide del seu castell, en nom dels Reis Catòlics. Va estar habitat per musulmans que van seguir vivint en la zona com a mudèjars. En temps de Felip II va ser venut a un particular, Gabriel de Coalla, per a sufragar les despeses d'una expedició militar.
En 1558 apareix en documents com Senyoriu de Colmenar i a partir de 1611, com patrimoni del Primer Vescomte de Colmenar. En 1560 es va procedir a la partició i amollonament del terme i en 1566 comiénzan les inscripcions de les partides de Bateig, Matrimonis i Defuncions. El 1777 aconsegueix la seva independència municipal.